# HMS Battler (D18)
HMS Battler (D18) — эскортный авианосец типа «Эттакер». Служивший в составе Королевского флота во время Второй мировой войны, переоборудован из недостроенного грузового судна «Mormacmail».
Перестройка грузового судна в авианосец был заказана Военно-морскими силами США, и первоначально авианосец назывался USS Altamaha (CVE-6), затем он, по ленд-лизу, был передан КВМФ Великобритании, где он получил новое название, HMS Battler.

## Конструкция
HMS Battler принадлежал к серии авианосцев «Эттакер», состоящей из 9 эскортных авианосцев.
Экипаж корабля насчитывал из 646 человек. В отличие от кораблей британской постройки, «Баттлер» был оборудован современной прачечной и парикмахерской. Традиционные гамаки были заменены трехъярусными кроватями, по 18 в кубрике, они могли быть подняты для обеспечения дополнительного пространства.
Размеры корабля: длина 150,04 м, ширина 21,2 м и осадка 7,09 м. Максимальное водоизмещение 11 600 тонн. Силовая установка состояла из двух паровых турбин, работающих на один вал, выдающих мощность в 8500 лошадиных сил. Это обеспечивало кораблю скорость в 17-18 узлов.
Все авианосцы этого типа имели вместимость до 24 противолодочных самолётов и истребителей, например: британские Hawker Sea Hurricane, Supermarine Seafire и Fairey Swordfish, а также американские Grumman Wildcat, Vought F4U Corsair и Grumman Avenger. Точный состав авиагруппы зависел от поставленной перед авианосцем цели. Надстройка состояла из небольшого острова с мостиком управления полетами, размещавшегося по правому борту над полетной палубой. Остров имел размеры 137 на 37 м. Авианосец оснащался двумя самолётными подъемниками размером 13 на 10 м и девятью аэрофинишерами. Самолёты размещались в ангаре размером 79 на 19 м.
Вооружение корабля было сосредоточено на противовоздушной обороне и состояло из двух одиночных 4-дюймовых зенитных орудий, восьми 40-мм пушек «Бофорс» в спаренных установках и двадцать одного 20-мм автомата «эрликон» в одиночных или спаренных установках.
Прежде чем какой-либо из этих кораблей поступал на вооружение Королевского флота, они дооснащались на верфи Баррад в Британской Колумбии. Эти изменения оплачивались канадским правительством. В дальнейшем компанией Caledon Shipbuilding & Engineering Company была проведена подготовка этих эскортных авианосцев к ударным операциям. Изменения включали в себя установку более 100 телефонов корабельной сети, также был установлены новый брифинг-зал и построены дополнительные каюты, обеспечивающие дополнительные 140 коек.
«Баттлер» использовался для сопровождения конвоев. В качестве противолодочных самолётов первоначально использовались Fairey Swordfish, а затем Grumman Avenger, которые могли быть вооружены торпедами, глубинными бомбами, 250-фунтовыми бомбами или ракетными снарядами. Эти самолёты не только наносили удары по подводным лодкам, но и сами определяли их местоположение. Обычно противолодочное патрулирование осуществлялось на рассвете, днём и на закате. Патрулирование продолжалось от двух до трех часов.
HMS Battler также использовался для обеспечения нефтью и провизией сопровождающие его эсминцы. Это был длительный процесс, и часто он делался на ходу.

## История строительства
Авианосец был заложен 15 апреля 1941 года компанией Ingalls Shipbuilding Corporation, как 11 900-тонный грузовой корабль типа Mormacmail, для американского оператора Moore-McCormack Lines.
Однако, 26 декабря 1941 года корпус судна был реквизирован ВМС США для переоборудования в эскортный авианосец. 7 января 1942 года корабль переименовали в USS Altamaha, но затем 17 марта было решено, что Altamaha будет передана Соединенному Королевству.
Авианосец был спущен на воду 4 апреля 1942 года и введён в состав ВМС США 31 октября. В тот же день он был передан Королевскому военно-морскому флоту, где он получил очередное название HMS Battler, командовать, ещё недостроенным судном, был назначен капитан Ф. М. Стефенсон.
Ходовые испытания начались в ноябре, но были приостановлены, когда 9 ноября авианосец врезался в причал и должен был уйти в док Нового Орлеана для ремонта. Эти ремонтные работы были завершены к 15 числу, а испытания продолжались до 23 ноября, когда корабль был отправлен на военно-морскую верфь Норфолка, для устранения дефектов и модификации; выполненные работы включали в себя дооснащение самолётоподъёмников, установку герметичных топливных баков, зенитной артиллерии радиоаппаратуры и сонара.
По завершении этой работы авианосец начал погрузку трех эскадрилий (890, 892 из Норфолка и 849 эскадрильи из Куонсет Пойнта) для их транспортировки в Великобританию; каждая эскадрилья была оснащена 6-ю Martlet IVs.
Battler отплыл 11 декабря и направился к восточному побережью Флориды, чтобы там взять на борт ещё 6 самолётов Fairey Swordfish из состава 840-й эскадрильи, базирующейся в Майами, которые были взяты на авианосец с целью обучения лётного состава во время перехода корабль в Нью-Йорк. 21 декабря авианосец присоединился к конвою H.X.220, следовавшему из Нью-Йорка в Галифакс, затем 8 января 1943 года Battler прибыл на британскую военно-морскую базу Клайд, при этом 890, 892 и 894 эскадрильи выгрузили с борта в Кэмпбелтауне. Затем на некоторое время авианосец был направлен в Ливерпуль, где его должны были привести к стандартам принятым Королевским ВМФ.

## История службы
С 10 апреля 808 и 835 эскадрильи Воздушных сил флота были взяты на корабль, чтобы на нём отработать посадку посадку. 808-я эскадрилья состояла из 9 машин, Сифайров и Спитфайров, а 835-я эскадрилья была оснащена 6 Суордфишами. В этом же месяце произошли первые летные инциденты. Так например: два Спитфайра сломали шасси, первый № AB857, управляемый лейтенантом Х. Т. Палмером, совершил жесткую посадку, а второй № BM453, управляемый суб-лейтенантом А. Г. Пенни, зацепился гаком за аэрофинишёр, но отскочил от взлётно-посадочной полосы и упал слишком сильно, вследствие чего сломал шасси.
18 апреля при взлёте упал в воду Fairey Swordfish, экипаж был подобран сторожевым судном HMS Clover, а 29 апреля жесткую посадку на Fairey Swordfish № HS363 совершил суб-лейтенант Р. Ширли-Смит. Затем к 14 мая самолёты с авианосцы были возвращены назад на свои базы.
23 мая 1943 года на «Баттлер» погрузили 20 Сифайров и 2 Hurricane IIC. Самолёты нужно было перевести в Гибралтар, там они использовались для пополнения поредевших авиагрупп авианосцев возвращавшихся из Средиземного моря в Великобританию. В то же время «Баттлер» выступал в роли эскорта конвоя OS 49/ KMS 16, для этой цели на авианосец были отправлены ещё 5 Суордфишей и 4 Сифайра из состава 835-й и 808-й эскадрилий соответственно. Таким образом количество самолётов находящихся на корабле значительно превышало положенное, однако самолёты предназначавшиеся для транспортировки в Гибралтар находились в сложенном виде.
За время этого перехода (с 23 мая по 14 июня) было потеряно 2 Fairey Swordfish и 3 Seafire. В том числе Seafire № MB214 (из состава 808 эскадрильи), при взлёте истребитель упал в воду и затонул, пилот суб-лейтенант Дж. Н. Макдональд погиб.
На обратном пути «Баттлер» выступал в качестве эскорта конвоя XK 9, отплывшего из Гибралтара 22 июня. Этот конвой привлек внимание люфтваффе. В результате два Seafire № NM970 и № MB302, управляемые лейтенантом П.Констеблем и суб-лейтенантом А. Г. Пенни, сбили FW-200. Фокке-Вульф упал в море, по координатам 40°25' с. ш. 14°53' з.д.

### Операция «Лавина»
Следующий боевой поход «Баттлера» начался в 14:00 часов 2 августа из Клайда в Гибралтар вышли четыре однотипных авианосца: Attacker, Hunter, Stalker и Battler. По пути в Гибралтар эскадра попала в сильный шторм, в результате чего Hunter был вынужден вернуться назад в Великобританию, остальные авианосцы прибыли в Гибралтар 9 августа. Эскадра была переведена в Средиземное море для участия в операции «Лавина», для проведения этой акции авианосцу была придана ещё одна, 807-я, эскадрилья. Согласно плану операции четыре «Эттакера» и содействующий им Unicorn должны были обеспечить прикрытие высадке десанта в Салерно. Предполагалось, что один или несколько вражеских аэродромов окажутся в руках союзников к концу первого дня, но аэродром был захвачен лишь на третий день, тогда же было принято решение передислоцировать все боеготовые самолёты эскадра на захваченный аэродром. При этом парк самолётов был настолько истощён пятью днями (с 9 по 12 сентября) боев, что из 109 самолётов находившихся на авианосцах на начало операции, только 26 смогло перелететь на аэродром (По пять с «Баттлера» и «Эттакера», четыре с «Хантера», десять с «Юникорна» и только два со «Сталкера»). При этом за время проведения операции было произведено 713 самолётовылетов, безвозвратные потери составили 36 самолётов, при этом все они были потеряны в авариях, боевых потерь не было.
20 сентября, после завершения операции «Лавина», авианосцы были отправлены назад в Великобританию. 807-я эскадрилья с борта «Баттлера» была отправлена на «Хантер». Сам же авианосец был направлен в Гибралтар, для пополнения авиагруппы, с последующим переводом в Восточный флот.

### Восточный флот Великобритании
Погрузив 834-ю эскадрилью, 22 сентября HMS Battler присоединился к быстроходному конвою KMF 24, шедшему в Порт-Саид. Далее авианосец через Суэцкий канал вышел к новому месту службы, в Индийский океан. В период с 17 октября 1943 года по 11 января 1944 года авианосец участвовал в эскорте конвоев AB 17, AB 24, AB 27A шедших из Адена в Бомбей и AB 18A, AB 20, шедших из Бомбея в Аден.

#### Операция «Thwart»
После проведения конвоя AB 27A авианосец получил задание в рамках операции «Thwart». Целью операции был поиск и уничтожение немецкого судна снабжения подводных лодок «Charlotte Schllemann» в районе 900 миль к юго-востоку от Маврикия. Для проведения операции были выделены значительные силы: крейсера Кения, Ньюкасл и Саaфолк, переоборудованный из торгового корабля рейдер Canton и эсминцы Nepal и Bann. Операция проводилась с 12 по 30 января и ввиду сложных погодных условий успехов не принесла. Затем Battler и Suffolk отправились в Дурбан.
За период со своего перевода в восточный флот и до 23 февраля 1944 года авианосец не потерял ни один самолёт, но 23 числа Seafire № LR702, лейтенанта Д.А Холбука, совершил неудачную посадку, в результате чего сломал левое шасси.

#### Операция «Covered»
В начале марта Battler вернулся на Маврикий для проведения операция «Covered», на этот раз целью операции был поиск другого судна снабжения подводных лодок «Brake». После 7 дней поисков Swordfish № HS257, с экипажем состоящем из лейтенантов Ф. А. Пеннингтона, Г. М. Эванса и петти-офицера Холмса, обнаружил «Brake» и 2 подводных лодки, после того как экипаж сообщил об обнаружении противника туда был отпрален эсминец Roebuck и один Swordfish. В результате боя «Brake» был потоплен, а одна из подводных лодок повреждена прямым попаданием неуправляемой ракеты со Суордфиша.

#### Дальнейшая служба
С 21 марта по 24 июня авианосец проходил модернизацию в Дурбане, затем он участвовал в проводке конвоев CM 55 (из Дурбана в Момбасу) и KR11 (из Момбасы в Коломбо). 25 июля на «Баттлер» прилетели 6 новых Уайлдкэтов, эти самолёты предназначались для лётчиков 834 эскадрильи базирущейся на авианосце, так как их Сифайры устарели.
7 августа погиб лейтенант Бёрн, когда его Уайлдкэт № JV484 сломал шасси на взлёте, при этом левое крыло ударилось о зенитную пушку Бофорс, в результате чего самолёт упал с палубы и затонул.
Далее корабль проводил противолодочное патрулирование, сначала в Коломбо, а затем у атолла Адду входящего в группу Мальдивских островов. За это время авиагруппа понесла большие потери, было потеряно 4 Суордфиша и 2 Уайлдкэта, и ещё 3 самолёта повреждены.
В сентябре «Баттлер» вернулся в Индию, где его 834-я эскадрилья получила новые самолёты взамен повреждённых в августе.
27 октября было решено назначить на корабль нового капитана. Вместо Ф. М. Стефенсона, капитана авианосца с 1942 года, был назначен Х. Норман. В течение следующей недели авианосец находился в Тринкомали, где использовался пилотами Эвенджеров 849-й эскадрильи в качестве учебного авианосца. 6 ноября Эвенджер № JZ422 под управлением суб-лейтенанта Дж. И. Делани пропустил все аэрофинишёры и врезался в улавливающий барьер.
В ноябре было решено отправить «Баттлер» в Суэц, чтобы там встретившись с HMS Thane корабли обменялись грузами. HMS Thane должен был доставить в Великобританию 834-ю эскадрилью, базирующуюся на «Баттлере», которая после прибытия была сразу же расформирована. А HMS Battler должен был доставить новые Эвенджеры и Хэлкеты в Сидней. Из Сиднея корабль отправился в Великобританию. Новый 1945 год корабль встретил в Панамском канале, далее через Атлантический океан с остановками в Норфолке, Нью-Йорке и Ливерпуле он пришёл на Клайд.
5 марта 1945 года в Клайде «Баттлер» он был передан командованию западных подходов, командование использовало его в качестве учебного авианосца. Начиная с 5 мая на авианосце тренировалась 768-я эскадрилья. 11 мая Hellcat № FN385 под управлением суб-лейтенанта Дж. И. Смарта сломал хвостовое шасси, это произошло в результате отказа двигателя на посадке. А 8 июня Corsair № IT420 суб-лейтенанта Т. К. Худа врезался в мостик.
4 июня авианосец был переподчинен командованию «Розит», при этом задачи корабля не изменились, он продолжал использоваться пилотами 768, а позже ещё 731 и 767-й эскадрилий.
8 января 1946 года «Баттлер» был выведен из эксплуатации Королевским ВМФ и 12 февраля, в соответствии с договором о ленд-лизе, он был передан ВМС США. 28 марта корабль был выведен из состава ВМС США, а 14 мая судно было продано на слом компании Patapsco Steel Scrap Company.